# Mardan
Mardan é uma cidade do Paquistão localizada na província de Caiber Paquetuncuá.